# Hexalobus mossambicensis
Hexalobus mossambicensis là một loài thực vật thuộc họ Annonaceae. Đây là loài đặc hữu của Mozambique.